# Peggy Nadramia
Peggy Nadramia é uma editora de revistas estadunidense e dirigente da Igreja de Satã, da qual ela é a atual Grande Sacerdotisa, cargo pelo qual é denominada Magistra Nadramia.
Nadramia tornou-se Grande Sacerdotisa em 30 de abril de 2002, quando foi indicada pela Grande sacerdotisa anterior, Blanche Barton.  Desde maio de 2001, ela havia sido Magistra Templi Rex da Igreja.

## História
Nadramia nasceu em Nova York e cresceu na região de Hell's Kitchen. Na década de 1970, seus pais mudaram-se da cidade que sofria com altas taxas de criminalidade. No ensino médio, ela conheceu Peter Gilmore que lhe apresentou a Bíblia Satânica e, a partir daí, passou a considerar-se uma satanista.
Juntos, Nadramia e Gilmore voltaram a Nova York para frequentar a universidade. Durante sua graduação, no início da década de 1980, casaram-se e filiaram-se oficialmente à Igreja de Satã.
Em 1985, Nadramia fundou a revista de terror Grue, a qual ela co-edita com o marido. O World Fantasy Awards deu à Nadramia um Prêmio Especial por Grue em 1990.
Nadramia e Gilmore fundaram a revista satanista The Black Flame em 1989, a qual tornou-se de facto o periódico oficial satanista. Nadramia escreveu a introdução da edição atual do livro The Satanic Witch de Anton LaVey.

## Obras
- Narcopolis & Other Poems, editado por Peggy Nadramia (Hell's Kitchen Productions, ISBN 0-9623286-1-8, Nov. 1989); uma antologia de poesia macabra ilustrada por vários artistas.